# Белавенец, Сергей Всеволодович
Серге́й Все́володович Бела́венец (18 июля 1910, Смоленск — 6 марта 1942, деревня Шишиморово, Новгородская область) — советский шахматист и шахматный теоретик, мастер спорта СССР (1933). Трёхкратный чемпион Москвы (1932, 1937, 1938). По профессии инженер-электрик.

## Биография
В 1925 году Белавенец переехал в Москву и трижды побеждал или делил первое место в чемпионатах Москвы (1932, 1937 с Алаторцевым, 1938 со Смысловым). Третий призёр 11-го чемпионата СССР после Ботвинника и Котова. Вместе с Михаилом Юдовичем Белавенец вёл шахматный кружок в Московском дворце пионеров. Среди воспитанников — чемпионка мира Елизавета Быкова.
Из-за начала Великой Отечественной войны был прерван полуфинал чемпионата СССР в Ростове-на-Дону, в котором играл Белавенец. Он записался в ополчение и в 1942 году погиб на фронте под Старой Руссой, командуя взводом миномётчиков 56-й отдельной стрелковой бригады 1-й ударной армии северо-Западного фронта.
Дочь Людмила Белавенец (1940—2021) — гроссмейстер ИКЧФ (1997), чемпионка мира по переписке (1984—1992).
С 1985 года в Смоленске проводятся мемориалы Белавенца.

## Спортивные результаты
| Год         | Город              | Соревнование                                                                   | +  | − | =  | Очки      | Место |
| ----------- | ------------------ | ------------------------------------------------------------------------------ | -- | - | -- | --------- | ----- |
| 1925        | Смоленск           | Матч Смоленск — Витебск (4-я доска, против Циммермана)                         | 2  | 0 | 0  | 2 из 2    |       |
| 1927        | Москва             | Матч студенческих команд Москва — Ленинград (3-я доска, против В. А. Чеховера) | 0  | 1 | 1  | ½ из 2    |       |
| 1929        | Москва             | Командное первенство МГСПС                                                     |    |   |    |           |       |
|             | Ленинград          | Матч Ленинград — Москва профсоюза металлистов (против Б. Б. Юрьева)            | 1  |   |    |           |       |
| 1930        | Ленинград          | Матч Ленинград — Москва (против В. А. Чеховера)                                | 1  | 0 | 1  | 1½ из 2   |       |
|             | Москва             | Чемпионат Москвы                                                               |    |   |    | 9½ из 17  | 5—9   |
| 1932        | Москва             | Чемпионат Москвы                                                               |    |   |    | 7 из 9    | 1—3   |
| 1933 / 34   | Москва             | Чемпионат Москвы                                                               | 11 | 4 | 4  | 13 из 19  | 4     |
| 1934        | Москва             | Чемпионат РСФСР (групповой этап)                                               |    |   |    |           |       |
|             |                    | (финал)                                                                        | 3  | 0 | 2  | 4 из 5    | 1     |
| 1934 / 1935 | Ленинград          | 9-й чемпионат СССР                                                             | 5  | 4 | 10 | 10 из 19  | 9—12  |
| 1935        | Москва             | Чемпионат Москвы                                                               |    |   |    | 12 из 17  | 3     |
| 1936        | Москва             | Первенство ВЦСПС                                                               | 7  | 3 | 8  | 11 из 18  | 5     |
|             | Москва             | Чемпионат Москвы                                                               | 6  | 1 | 10 | 11 из 17  | 3—5   |
| 1937        | Москва             | Матч с А. Н. Чистяковым (квалификационный, на звание мастера)                  |    |   |    |           |       |
|             | Москва             | Международный турнир (в рамках гастролей Р. Файна)                             | 2  | 2 | 3  | 3½ из 7   | 4     |
|             | Тбилиси            | 10-й чемпионат СССР                                                            | 6  | 3 | 10 | 11 из 19  | 5—7   |
|             | Москва             | Матч сборная Москвы — сборная московских вузов (против И. А. Кана)             |    | 1 |    |           |       |
|             | Ленинград          | Матч Ленинград — Москва (против В. А. Раузера)                                 | 2  | 0 | 0  | 2 из 2    |       |
| 1937 / 38   | Москва             | Чемпионат Москвы                                                               | 8  | 0 | 8  | 12 из 16  | 1—3   |
| 1938        | Москва             | Чемпионат Москвы                                                               | 9  | 1 | 7  | 12½ из 17 | 1—2   |
|             | Киев               | Полуфинал 11-го чемпионата СССР                                                | 6  | 4 | 7  | 9½ из 17  | 6—7   |
| 1939        | Ленинград — Москва | «Тренировочный» международный турнир                                           | 5  | 3 | 9  | 9½ из 17  | 7—8   |
|             | Ленинград          | 11-й чемпионат СССР                                                            | 6  | 1 | 10 | 11 из 17  | 3     |
|             | Москва             | Чемпионат Москвы                                                               | 7  | 4 | 2  | 8 из 13   | 6—7   |
| 1940        | Москва             | Всесоюзный турнир кандидатов в мастера спорта                                  |    |   |    |           |       |
|             | Москва             | Командное первенство Москвы                                                    |    |   |    |           |       |
|             | Москва             | Полуфинал чемпионата Москвы                                                    |    |   |    |           |       |
| 1941        | Москва             | Чемпионат Москвы                                                               |    |   |    |           |       |
|             | Ростов-на-Дону     | Полуфинал 13-го чемпионата СССР (группа II)                                    | 1  | 1 | 3  | 2½ из 5   | [ 4 ] |
|             | Москва             | Показательный турнир московских шахматистов                                    |    |   |    |           | [ 5 ] |